# 长吉高速公路 (吉林)
长吉高速公路，简称长吉高速，中国国家高速公路网编号为G12的珲乌高速公路的一段。起点长春市，至吉林市。全线均位于吉林省内。全长83.555km。设计时速120公里，线下6车道路基，路面4车道，共有3座大桥，5处互通立交桥，16座中桥。

## 历史
1995年5月18日开工。1997年9月9日通车。投资19.178亿元，节余1.071亿元。1999年10月11日通过了交通部组织的竣工验收。
为满足龙嘉机场开通后交通需要，2005年完成长春至龙嘉机场20公里路段扩建。
2017年9月25日起龙嘉机场至吉林市路段单向封闭，为期2年封闭施工。扩建工程采取内侧加宽方式，即在原中央分隔带预留的车道内新建路面工程。
2019年9月28日，珲乌高速公路吉林至机场段改扩建工程建设项目交工验收会议顺利召开。9月29日，珲乌高速公路吉林至机场改扩建项目建成通车。